# Rundfunk-Jugendchor Wernigerode
Der Rundfunk-Jugendchor Wernigerode ist ein gemischter Chor (SSAATTBB) unter der Leitung von Robert Göstl. Er besteht aus Schülern des Landesgymnasiums für Musik in Wernigerode (früher: Spezialklassen für Musik der EOS „Gerhart Hauptmann“). Der Chor gehört zu den erfolgreichsten Chören Deutschlands, was zahlreiche MC-, LP-, CD-, Rundfunk- und Fernsehproduktionen sowie nationale und internationale Auszeichnungen belegen.

## Geschichte
Das Ensemble wurde 1951 im Auftrag des damaligen Direktors der EOS, Rudolf Bensing, vom Chemie- und Musiklehrer Friedrich Krell gegründet. Am 16. Mai 1951 erfolgte die erste Probe mit 191 Sängerinnen und Sängern, vom 29. bis 30. Oktober 1952 die erste Rundfunkproduktion. 1961 nahm der Chor an Dreharbeiten zum Fernsehfilm Alte Stadt und junge Stimmen teil. 1973 erfolgte an den bis dahin unter dem Namen „Chor der Gerhart-Hauptmann-Oberschule Wernigerode“ benannten Chor die Verleihung des Titels „Rundfunk-Jugendchor Wernigerode“. Dieser Titel wurde auch nach 1990 beibehalten, obwohl keine Verbindungen mehr zum Rundfunk bestehen.
1963 fand die Uraufführung der Kantate Wir freun uns auf den Wind von Morgen von Rolf Lukowsky und Rainer Kirsch statt.
In den Jahren 1972 bis 1982 erfolgte eine regelmäßige Teilnahme an den internationalen Béla-Bartók-Festivalen (zeitgenössische Musik höchsten Schwierigkeitsgrades) in Debrecen, Ungarn, statt. Konzertreisen führten den Chor 1992 und 2006 nach Japan, 1994 nach Georgia (USA), 2000 durch Österreich und Fürstentum Liechtenstein, 2001 nach Liechtenstein und in die Schweiz, 2002 in die Schweiz und 2003 nach Süddeutschland/Liechtenstein/Italien sowie 2009 nach Dänemark zum Julekoncert in der Europahalle Aalborg. 2010 und 2015 besuchte der Chor Vietnam.
1954 wurde der Chor mit dem  1. Preis als „Bester A-cappella-Chor der DDR“ ausgezeichnet und 1956 mit dem 1. Preis für den Kammerchor bei der 1. internationalen Olympiade für Laienchorgesang in Paris. 1990 konnte der 1. Platz beim europäischen Jugendchorwettbewerb in Stuttgart erlangt werden. Beim Landeschorwettbewerb in Sachsen-Anhalt 1993 und 1997 wurde ebenfalls der 1. Platz erreicht. Weitere erste Plätze gab es bei den Wettbewerben Nemzetközi Kòrusverseny Budapest, V. Concorso Corale Internazionale Riva del Garda (Italien) und bei den Internationalen Chortagen in Pohlheim. Bei der Chorolympiade in Linz (2000) errang der Chor eine Goldmedaille. Beim Deutschen Chorwettbewerb, der alle vier Jahre veranstaltet wird und einen ersten Platz beim vorangegangenen Landeschorwettbewerb voraussetzt, erreichte der Chor jedes Mal bei seiner Teilnahme (1990, 1998, 2006, 2014) einen ersten Platz in der Kategorie „Gemischte Jugendchöre“. Infolgedessen eröffnete der Chor im Frühjahr 2010 den 8. Deutschen Chorwettbewerb in Dortmund zusammen mit dem Mädchenchor Hannover, der in seiner Kategorie ebenfalls 2006 den ersten Platz belegt hatte.
1992 wirkte der Rundfunk-Jugendchor Wernigerode an der musikalischen Umrahmung der Festsitzung von Bundestag und Bundesrat zum Tag der Deutschen Einheit mit, 1998 bei der Festsitzung „50 Jahre Kultusministerkonferenz“ in Bonn und 2010 beim Festakt „20 Jahre Landesregierung Sachsen-Anhalt“ in Magdeburg in Anwesenheit des Bundespräsidenten Christian Wulff.
Der Chor nahm an etwa 100 Fernseh- und Filmaufzeichnungen teil und spielte rund 1500 Rundfunk- und Tonträgertitel ein, darunter rund 30 Schallplatten und CDs (Stand März 2010). Anlässlich des Deutschen Chorfestes in Leipzig 2022 war der Rundfunk-Jugendchor Teil der ARD-Dokumentation "Leise, Laut – Gänsehaut".

## Diskografie (Auswahl)
- 1972: Im schönsten Wiesengrunde – Der Chor der Gerhart-Hauptmann-Oberschule Wernigerode singt Volkslieder (Eterna; Produktion der ersten LP im eigenen neu geschaffenen Tonstudio)
- 1991: Studentenlieder für Japan (CD)
- 1995: Wiegenlieder für Japan (CD)
- 1995: ... blickt zu mir der Töne Licht (CD, Repertoire-Querschnitt)
- 2000: Tausend Sterne sind ein Dom (CD)
- 2002: Abendständchen (CD)
- 2004: Des Knaben Wunderhorn (CD)
- 2004: O Täler weit o Höhen (CD)
- 2004: Wach auf, meins Herzens Schöne (CD, Repertoire-Querschnitt)
- 2010: Lasset uns frohlocken! (CD)
- 2013: How Can I Keep From Singing (CD)

### Stücke auf Kompilationen
- 1965: Volkslieder aus dem Harz  (LP, Eterna)
- 1971: Signale der Jugend  (LP, Nova)
- 1972: Völker, hört die Signale – Internationale Arbeiterkampflieder   (LP, Eterna)
- 1975: Wie der Frühling (LP, Eterna)
- 1977: Das Lieben bringt groß Freud (LP, Eterna)
- 1978: O Täler weit, o Höhen – Deutsche Volkslieder (LP, Eterna)
- 1986: Wir lieben das Leben (LP, Eterna)
- 1987: Für den Frieden der Welt  (LP, Eterna)
- 1987: Verstohlen geht der Mond auf (LP, Eterna)

## Dirigenten des Chores
- Friedrich Krell (1951–1996)
- Bertram Zwerschke (September bis November 1996)
- Peter Habermann (November 1996–2004)
- Helko Siede (2004–2008†)
- Peter Habermann (März 2008-September 2021)
- Robert Göstl (seit September 2021)

## Lehrer des Chores
- 1969–1978 Zoraida Morales, Gesangspädagogin
- 1982–1991 Anette Hirschfeld, Gesangspädagogin
- 2021–heute Robert Göstl, Dirigent, Chorleiter und Hochschullehrer

## Bekannte Mitglieder
- Reiko Füting
- Monika Hauff[4]
- Claudia Look-Hirnschal
- Rainer Schulze
- Theodor Striese[5]
- Peter Friedrichson
- Bastienne Voss
- Mädchenchor Wernigerode